# Luzie Loose
Luzie Loose (* 10. Februar 1989 in Rostock, DDR) ist eine deutsche Regisseurin und Drehbuchautorin.

## Leben
Luzie Loose ist in Berlin aufgewachsen. Nach dem Abitur arbeitete sie für namhafte deutsche Kino- und TV-Produktionen und als Regieassistentin am Theater. Später studierte sie Kommunikation an der Universität der Künste in Berlin und verwirklichte eigene Filmprojekte. Ab 2011 studierte sie Regie für Spielfilm und Werbefilm an der Filmakademie Baden-Württemberg und erhielt ein Stipendium an der La Fémis in Paris. Mit Schwimmen realisierte sie 2018 ihren ersten abendfüllenden Spielfilm. Der Film feierte seine Weltpremiere auf dem Busan International Film Festival. In Deutschland wurde er zum ersten Mal auf den Hofer Filmtagen gezeigt und gewann dort den Hofer Goldpreis für die beste Regie.
Luzie Loose lebt in Berlin.

## Filmografie (Auswahl)
- 2014: Nouveau Monde (Regie)
- 2015: French Fries (Regie)
- 2018: Schwimmen (Regie & Drehbuch)
- 2019: A New Normal (Regie & Produktion)
- 2019: Druck – Staffel 4 (Regie)
- 2020: Druck – Staffel 5 (Regie)
- 2022: Tatort – Das Herz der Schlange (Regie)
- 2022: Wir – Staffel 2 (Regie)
- 2023: Everyone is fucking crazy (Regie, Drehbuch & Creator)

## Auszeichnungen (Auswahl)
- 2018: Hofer Filmtage: Hofer Goldpreis für beste Regie für Schwimmen
- 2018: Busan International Film Festival: Nominierung Flash Forward Audience Award für Schwimmen
- 2019: DEFA-Stiftung: Förderpreis der beim Internationalen Filmfestival für Kinder und junges Publikum Schlingel für Schwimmen
- 2019: Goldener Spatz: Nominierung Publikumspreis für Schwimmen
- 2020: Deutscher Fernsehpreis: Nominierung für beste Dramaserie für Druck
- 2020: Grimme-Preis: Nominierung im Wettbewerb Kinder & Jugend für Druck
- 2021: Grimme-Preis: Nominierung für herausragende Darstellung von Mina-Giselle Rüffer in Druck, Casting und Inszenierung durch Luzie Loose
- 2022: Grimme-Preis: Nominierung Wettbewerb Fiktion für Wir